# Умершие в ноябре 1994 года
Это список известных людей, соответствующих установленным критериям значимости (см. Википедия:Критерии значимости персоналий), умерших в ноябре 1994 года.
Причина смерти указывается лишь в исключительных случаях (убийство, самоубийство, гибель в результате военных действий, смертная казнь, ДТП или несчастные случаи). В остальных случаях — не указывается.
- 1 ноября — Ефим Цитовский (74) — Герой Советского Союза.
- 2 ноября — Борис Самотокин (79) — советский нейрохирург, военный медик, доктор медицинских наук.
- 2 ноября — Гриша Филипов (75) — болгарский государственный деятель.
- 3 ноября — Анатолий Райков (70) — Герой Советского Союза.
- 4 ноября — Михаил Щеников (81) — Герой Советского Союза.
- 5 ноября — Григорий Павлов (74) — Герой Советского Союза.
- 5 ноября — Альберт Шестернёв (53) — советский футболист (защитник) и футбольный тренер. Заслуженный мастер спорта СССР.
- 6 ноября — Леонид Лиходеев (73) — русский писатель.
- 7 ноября — Валентина Мигалкина (75) — советский медик, работник здравоохранения.
- 9 ноября — Григорий Душин — советский хозяйственный, государственный и политический деятель.
- 9 ноября — Иоанн (Боднарчук) (65) — митрополит неканонической УПЦ КП.
- 9 ноября — Иван Матюшин (75) — советский хозяйственный, государственный и политический деятель.
- 10 ноября — Иван Бородавкин (86) — советский военный деятель, генерал-майор.
- 10 ноября — Виктор Эльконин (84) — советский живописец и график.
- 12 ноября — Майкл Иннес (88) — английский (шотландский) писатель, переводчик, историк литературы.
- 13 ноября — Владимир Ивашко (62) — советский партийный и государственный деятель.
- 13 ноября — Игорь Платонов (60) — украинский шахматист.
- 13 ноября — Юлиуш Хибнер (82) — Герой Советского Союза.
- 14 ноября — Аркадий Аронов (55) — российский и советский учёный, физик-теоретик.
- 14 ноября — Вальдемар Зандберг (67) — советский латвийский актёр, заслуженный артист Латвийской ССР.
- 14 ноября — Николай Маркин (69) — Герой Советского Союза.
- 14 ноября — Герасим Пилеш (81) — чувашский писатель, драматург, поэт.
- 16 ноября — Иван Драченко (72) — лётчик-штурмовик, Герой Советского Союза, Полный Кавалер ордена Славы.
- 16 ноября — Александр Кирсанов (95) — командир 76-й гвардейской стрелковой дивизии 61-й армии Центрального фронта, гвардии генерал-майор, Герой Советского Союза.
- 16 ноября — Эдуард Козинкевич (45) — советский футболист и тренер.
- 16 ноября — Василий Пискунов (75) — Герой Советского Союза.
- 17 ноября — Антон Леонтюк (75) — полковник Советской Армии, участник Великой Отечественной войны, Герой Советского Союза.
- 18 ноября — Никита Карацупа (84) — Герой Советского Союза, полковник пограничной службы.
- 19 ноября — Нектарий (Коробков) (52) — епископ Русской православной церкви, епископ Саратовский и Вольский.
- 19 ноября — Алексей Череватенко (80) — Герой Советского Союза.
- 20 ноября — Василий Звонцов (77) — русский художник-график, офортист, педагог, автор теоретических исследований.
- 20 ноября — Янис Круминьш (64) — советский латвийский баскетболист.
- 21 ноября — Григорий Шкенёв (86) — Герой Советского Союза.
- 22 ноября — Иван Дузь (75) — украинский советский прозаик, публицист, журналист, редактор, литературовед.
- 22 ноября — Владимир Сокуренко (73) — украинский советский правовед, доктор юридических наук.
- 23 ноября — Алексей Коломиец (75) — советский украинский драматург.
- 23 ноября — Наби Рахимов (83) — узбекский советский актёр театра и кино.
- 24 ноября — Пётр Греченков (79) — лейтенант Советской Армии, участник Великой Отечественной войны, Герой Советского Союза.
- 24 ноября — Александр Перегудин (69) — Полный кавалер Ордена Славы.
- 25 ноября — Мамед Бурчалиев (80) — азербайджанский актёр[1].
- 25 ноября — Владимир Зак (81) — советский шахматист и шахматный литератор.
- 25 ноября — Владлен Бахнов (70) — поэт, журналист, драматург, сценарист.
- 26 ноября — Константин Бобошко (76) — Герой Советского Союза.
- 27 ноября — Григорий Атаманчук (72) — Герой Советского Союза.
- 27 ноября — Руфина Нифонтова (63) — советская и российская актриса театра и кино, народная артистка СССР.
- 27 ноября — Николай Федотов (79) — Полный кавалер Ордена Славы.
- 28 ноября — Джеффри Дамер (34) — американский серийный убийца; убит в тюрьме сокамерником Кристофером Скарвером.
- 28 ноября — Евгений Лученко — украинский художник.
- 29 ноября — Алексей Рубашкин (79) — Полный кавалер Ордена Славы.
- 29 ноября — Пётр Фесик (72) — Полный кавалер Ордена Славы.
- 30 ноября — Николай Казак (77) — американский художник белорусского происхождения, классик национального геометрического искусства.